# Spelaeoecia bermudensis
Spelaeoecia bermudensis is een mosselkreeftjessoort uit de familie van de Deeveyidae. De wetenschappelijke naam van de soort is voor het eerst geldig gepubliceerd in 1987 door Angel & Iliffe.